# Leguán černý
Leguán černý (Ctenosaura similis) je méně častěji chovaný druh leguánů. Dorůstá velikosti až 120 cm. Vyskytuje se ve Střední a Jižní Americe (od Mexika po Panamu), byl také introdukován na Floridu. Vyhledává sušší porosty tropického lesa, zdržuje se převážně vysoko ve větvích stromů, aktivní je ve dne.

## Rozmnožování
Je to vejcorodý živočich. Samice kladou vejce v podzemních norách, v písčitých půdách a na otevřených prostranstvích. Samice může naklást až 80 vajec. Většina mláďat se líhne v květnu. Živí se převážně masitou stravou – hlavně hmyzem, postupně s přibývajícím věkem však stávají téměř vegetariány, přesto však se i nadále mohou živit malými savci, ptáky, jinými ještěrkami a vejci.

## Chov

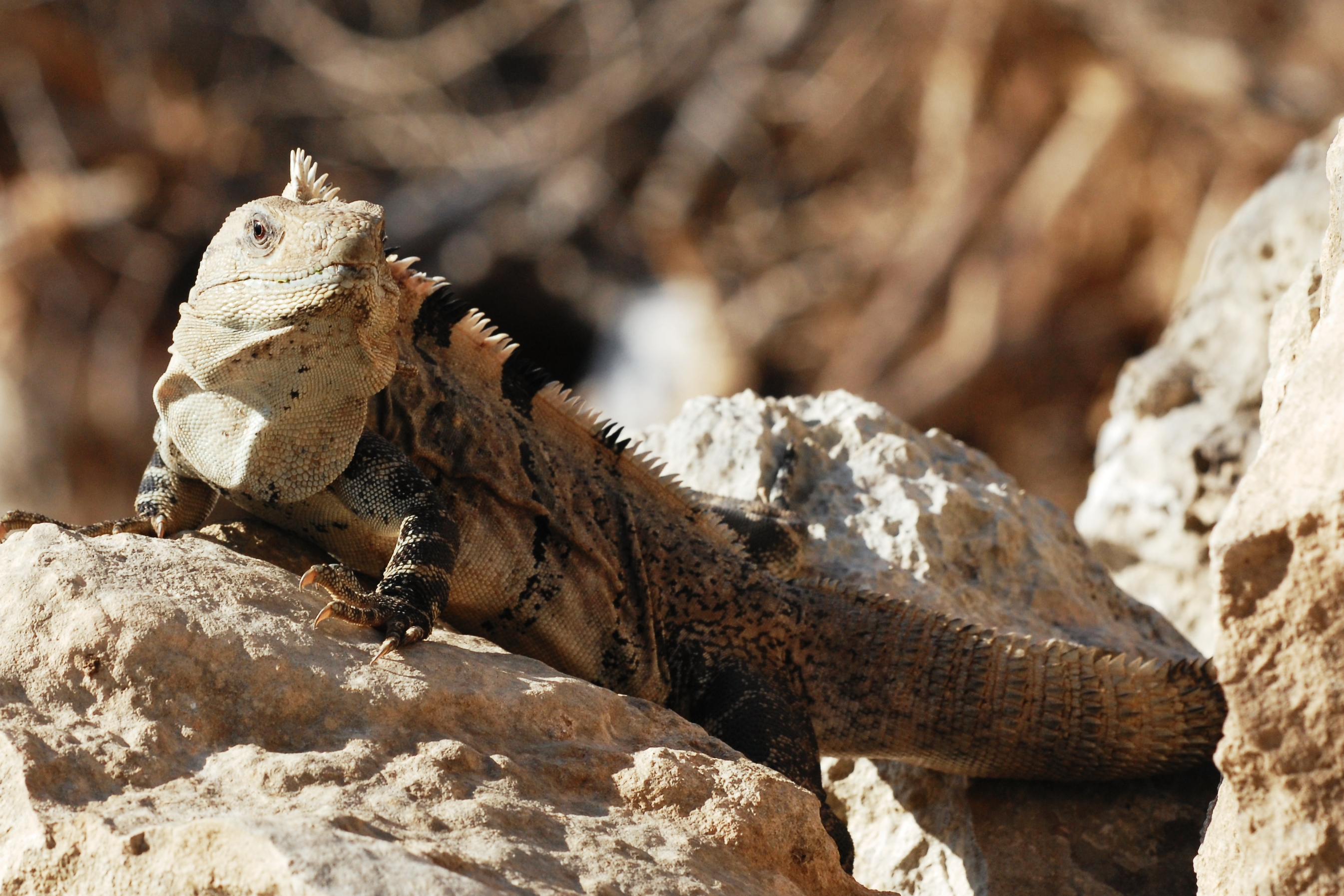
Leguán černý (Ctenosaura similis) na lokalitě Dzibilchaltun v Mexiku

Jedná se o velmi zajímavé ještěry, kteří mohou být chováni ve společnosti leguánů zelených. Dospělí samci bývají teritoriální vůči samcům stejného druhu, proto se k chovu nejlépe hodí skupina jednoho samce a více samic.
Teplota: vzduchu v teráriu 25–28 °C. Nutná jsou lokální výhřevná místa, kde teplota dosahuje až 45 °C. Tato místa nejsnáze vytvoříme pomocí bodových žárovek. Noční pokles na pokojovou teplotu.
Vlhkost: cca 50–70% přes den, 80–90% v noci.
Osvětlení: Je nutná vysoká intenzita světla. Vhodné jsou zářivky, ideálně Arcadia D3 nebo podobné. Pro vytvoření optimálních světelných podmínek se nejlépe hodí metal halidové osvětlení, které rovněž dodává dostatek UV záření. Ctenosaura similis potřebuje opravdu silné osvětlení terárií, proto lze doporučit lampy HQI nebo zářivky typu T5. Je třeba mít na paměti, že bez správného osvětlení budou leguáni strádat, neprojeví se naplno jejich zbarvení a nebudou se správně vyvíjet.
Rozmnožování: Samice kladou až 80 vajec s měkkou skořápkou. Inkubace při 29 °C trvá přibližně 80–100 dnů.
Substrát: Vlhký, kyprý substrát, např. Jungle Bedding nebo Cannabis Bedding, pokrytý drcenou kůrou.
Vybavení terária: Množství silnějších, horizontálně orientovaných větví. Vhodné je i korkové pozadí, po kterém leguáni často šplhají. Množství vyvýšených odpočinkových míst nejsnadněji vytvoříme pomocí korkových kmenů. Větší miska na vodu nebo bazének budou zvířaty často využívány. Terárium můžeme osadit živými nebo umělými rostlinami, popř. zakomponovat do interiéru xaxim.
Velikost terária: Min. 150 × 80 × 150 cm pro jeden pár, větší terárium je výhodou.
Potrava: Krmíme živým hmyzem (cvrčci, švábi, mouční červi apod.), popř. konzervovanými krmivy pro hmyzožravé plazy. Krmný hmyz vždy posypeme vhodným minerálním přípravkem. Je dobré mít v teráriu neustále malou misku s drcenou sépií, abychom předešli nedostatku vápníku.